# ザ・ミラー
『ザ・ミラー』（Mirror Mirror IV: Reflections）は、2000年に公開されたアメリカのホラー映画。『ザ・ミラー/悪魔の棲む鏡』シリーズの4作目であり完結作品。

## ストーリー
人通りのない路地裏にある劇場でイアンとその婚約者のアニカが悪魔のような怪物に襲われて、アニカだけが生き残る。その出来事から1年後、婚約者を助けられなかった無念に悩みながら過ごしていたアニカは、母のアドバイスもあり、克服のため、例の劇場で行われるハロウィンパーティーへ足を運ぶ。嫌味な参加者の多さからストレスの溜まる一方だった彼女は、悪魔の鏡があるのを見つけてしまう。同時に激しい豪雨に見舞われて、アニカ含む4人の参加者および司会者が建物にとどまる。すると、謎の浮浪者フレデリックが現れて、気のいい性格からアニカの理解者となっていくのであった。しかし、悪魔の鏡の呪いが一同に降りかかろうとしていた。

## キャスト
- アニカ - キム・マイ・ゲスト
- イアン - ポール・エマーソン
- フレデリック - ビリー・ドラゴ
- メイベルおばさん - メアリー・キャスリーン・ゴードン
- 悪魔 - ルイス・オーティズ
- アニカの母 - P・J・ソールズ
- チャド - クリスティアーン・コヴァーチ
- メリッサ - ケイシー・マッカーシー
- ジャック - ジェフ・ガーヴィン
- ジョーイ - グレーディ・リー・ビアード
- カウンテス - アリス・アムター

## トリビア
- 前作で主演だったビリー・ドラゴが別人役で出演している。
- 本作はカンヌ映画祭で上映されたことがある。